# António José Viale
António José Viale (Lisboa, 14 de agosto de 1806 — Lisboa, 26 de abril de 1889), foi historiador e um erudito latinista e helenista de origem italiana, professor do Curso Superior de Letras de Lisboa, que se distinguiu pelas suas traduções do latim, do grego clássico e do italiano para português e do português para o latim. Entre outras obras produziu um versão de Os Lusíadas em latim e o Bosquejo Histórico-Poético, uma história de Portugal em verso hexâmetro. Deixou colaboração da sua autoria na Revista Contemporânea de Portugal e Brasil (1859-1865).
Foi Conselheiro, Secretário de Estado dos Negócios Estrangeiros, Comendador da Ordem Militar de Cristo, Oficial da Biblioteca Pública de Lisboa e Mestre de grego, retórica e filosofia do rei D. Pedro V e de seus irmãos. Foi ainda sócio da Academia Real das Ciências de Lisboa e do Conservatório de Lisboa.

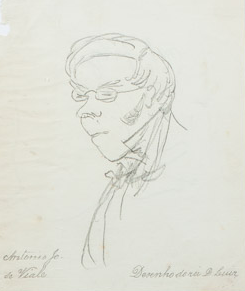
Desenho de António José Viale, da autoria do rei D. Luís I.

## Dados pessoais
Natural da freguesia da Ajuda, em Lisboa, nasceu a 14 de agosto de 1806, na Calçada da Ajuda, filho de José Viale, pintor contratado para ornamentar o Palácio da Ajuda e de sua mulher, Antónia Lodi, ambos naturais de Itália. Habitou, na juventude, em Génova e Paris.
Foi casado com Maria Ana de Figueiredo Sequeira, natural de Lisboa, deixando três filhos. José Viale Moutinho é um dos seus descendentes.
Faleceu a 26 de abril de 1889, aos 82 anos, na sua residência, o palácio do Pátio das Vacas, na freguesia de Santa Maria de Belém, em Lisboa, hoje museu do Jardim Botânico Tropical. O seu féretro foi conduzido por coche real ao Cemitério da Ajuda, onde foi sepultado no jazigo da sua família.

## Obras publicadas
- Bosquejo Métrico dos Acontecimentos Mais Importantes da História de Portugal até à Morte de D.João VI, Lisboa, Imprensa Nacional, 1858.
- Novo Epitome de Historia de Portugal, Lisboa, Typographia Mattos Moreira & Pinheiro, 1895.